# Madeleine de Valmalète
Madeleine (Marthe, Marie) de Valmalète, née le 28 juillet 1899 à Montreuil (Seine-Saint-Denis, à l'époque Seine), décédée le 2 août 1999 à Marseille, est une pianiste classique française.

## Biographie
Élève de Joseph Morpain et d'Isidor Philipp, elle obtient un 1er prix du Conservatoire national supérieur de musique de Paris à l'âge de 14 ans. Elle remporte l'année suivante un autre premier prix au concours Isidor Philipp. Écrivant à ce dernier pour le féliciter d'avoir formé un tel talent, Saint-Saëns dira d'elle, après une exécution de sa Danse macabre : « la virtuosité complètement atteinte, il ne reste plus que la musique ». On ne saurait mieux décrire son jeu, aussi poétique que vigoureux… Après la Première Guerre mondiale, elle commence une carrière internationale de concertiste et joue sous la direction de Gabriel Pierné, Wilhelm Furtwangler, Arturo Toscanini, tandis qu'elle côtoie Gabriel Fauré, Ravel, Jacques Thibaud, Ninon Vallin, Lotte Lehmann ou Yehudi Menuhin. Amoureuse du Midi de la France, elle s'installe à Marseille en 1926 et y fonde une école de piano. De 1949 à 1961, invitée par Alfred Cortot, elle enseigne à l'École normale de musique de Paris. Parallèlement, elle crée en 1955 un concours destiné aux amoureux du piano et sillonne la France pour en présider les sessions dans de nombreuses villes. En 1962, elle s'établit à Grenoble où elle enseignera jusqu'en 1974 au Conservatoire, dirigé à l'époque par Éric-Paul Stekel, puis par André Lodéon. Elle retrouvera ensuite sa chère ville de Marseille où elle continuera à enseigner en privé tout en donnant quelques récitals (Liszt salle Gaveau en 1986, les 24 Études de Chopin...), car elle a conservé un dynamisme et une technique extraordinaires jusqu'à un âge très avancé. En 1992, elle souhaite encore « se régaler avec Mozart » et joue quatre de ses Sonates pour un dernier enregistrement (édition privée). 
La pianiste Idil Biret qui la rencontre en 1946 à Ankara laisse un témoignage ému de son jeu élégant ainsi que des encouragements reçus pendant sa formation musicale à Paris. Elle évoque son intelligence musicale et son inspiration lors de récitals donnés chaque année à Paris à la Salle Gaveau. 

## Discographie
- Alexandre Aliabiev : Le Rossignol, arrangement par Franz Liszt (disque Polydor : Catalogue B7084 No.90033)
- Frédéric Chopin et Franz Liszt, récital enregistré en 1960
- Frédéric Chopin : Quatre Ballades (Label MV 01) enregistré en 1977 (disque Pathé Marconi/EMI)
- Franz Liszt : Rhapsodie No.11 (disque Polydor : Catalogue B7082 No.90032)
- Maurice Ravel : Le Tombeau de Couperin, piano Pleyel (disque Polydor : No.618577)
- Sergueï Rachmaninov : Barcarolle (disque Polydor : Catalogue B27298 No.95175)
- Madeleine de Valmalète interprète Chopin et Liszt, piano Steinway : Ecossaises No.1, No.2, No.3, Berceuse, Etudes op.10/3, op.10/8, op.25/6, Valses op.34, op.64, Il Sospiro, Ronde des Lutins, Troisième Consolation, Dixième Rhapsodie (Editions Cote d'Azur, prise de son Guy Magnant et Roger Paul)
- Madeleine de Valmalète interprète Bach - Beethoven - Falla : Fantaisie en ut mineur (Bach), Sonate op.31 n03 et Sonate op.57 (Beethoven), Danse rituelle du Feu (De Falla) (n° de catalogue : FS1002)
- Madeleine de Valmalète interprète Bach - Beethoven - Mendelssohn - Chopin (nouvelle édition par Pierre Verany : PV83014)
- Madeleine de Valmalète interprète Liszt (2° volume) : Les Jeux d'eau à la Villa d'Este, Nocturne No.3, Ronde des Lutins, Valse oubliée, Rhapsodie No.10, Sonate en Si mineur, La Leggierezza, Sonnet 104 de Pétrarque, Un Sospiro, La Campanella (Catalogue FS.1001)
- Les œuvres célèbres de Liszt : Rêve d'amour, La Campanella, La Chasse, Leggierezza (Ducretet - Thompson, La Voix du Monde LAP 1012)
- Prestige des Interprètes Français (Musique pour clavier au dix-huitième siècle) : œuvres de Couperin, Scarlatti,Du Phly
- Four great French pianists (Blanche Selva, Madeleine de Valmalète, Marcelle Meyer, Yvonne Lefébure) ASIN : B000027GTS
- Pianistes françaises publié par Tahra en 2008
- Rediscovered Master, Arbiter 2005 (1928-1992, Mozart, Ravel, Liszt, Fauré, Debussy, Falla...) Diapason d'or https://arbiterrecords.org/catalog/madeleine-de-valmalete-rediscovered-master/
- Legendary French pianists, Monique Haas, Madeleine de Valmalète, label Meloclassic, Saint-Saëns Concerto n'° 2 (avec André Audoli), Mozart Concerto K271 Jeunehomme (avec Eric-Paul Stekel)

## Ouvrages pédagogiques
- Sept pièces pour piano facile sur des mélodies populaires françaises du XVIIIe siècle (Jolies bergères)
- Cinq extraits de la collection "Je joue déjà..." (morceaux très faciles en grosses notes publiés aux Editions Delrieu 8001J2ZR9M) :

- No.08 : Petite berceuse et petite marche (M. de Valmalète)
- No.09 : Promenade en forêt (M. de Valmalète)
- No.10 : Le réveil à la ferme (M. de Valmalète)
- No.11 : Je m'amuse (M. de Valmalète)
- No.12 : Avec mon cahier de chansons (M. de Valmalète)

## Postérité
Madeleine de Valmalète est la sœur du célèbre impresario Marcel de Valmalète, et cofondatrice avec lui d'une des plus grandes agences d'artistes en Europe : le Bureau de Concerts de Valmalète. Le bureau sera repris en 1957 par la fille de Marcel, Marie-Anne (Annie) de Valmalète , puis par son petit-fils Hervé Corre de Valmalète. En hommage à Madeleine de Valmalète, la ville de Marseille a donné son nom à une rue de son quatorzième arrondissement. Le célèbre concours de piano lui a survécu jusqu'en 2012.